# Barrayar (powieść)
Barrayar,  ISBN 83-86868-77-5) powieść amerykańskiej pisarki Lois McMaster Bujold, druga w Sadze Vorkosiganów.  Książka zdobyła nagrodę Hugo za najlepszą powieść oraz nagrodę Locusa w kategorii Powieść s-f za rok 1992.

## Fabuła
Cordelia Naismith jest już żoną Arala Vorkosigana i nosi tytuł Lady Vorkosigan. Sam Aral został niedawno regentem cesarstwa. Oboje czekają na swoje pierwsze dziecko. Sytuacja polityczna na planecie Barrayar nie jest dobra. W dodatku pechowy incydent przysparza nowemu regentowi śmiertelnego wroga wśród vorowskiej arystokracji. Niedługo potem zamachowiec atakuje dom Vorkosiganów pociskiem z toksycznym gazem. Małżonkowie uchodzą z życiem, poważnie uszkodzony zostaje jednak płód. Jedynym ratunkiem jest przeniesienie go do replikatora macicznego (rodzaju inkubatora). Sytuacja się pogarsza – wkrótce wybucha wojna domowa, w której wojska cesarskie zostają zepchnięte do defensywy. Cordelia wraz z kilkoma ludźmi musi chronić się w niedostępnych górach, zaś replikator z rozwijającym się Milesem zostaje na obszarze opanowanym przez rebeliantów. Cordelia chce za wszelką ceną go odzyskać. Wraz z garstką wiernych przyjaciół decyduje się na iście komandoską misję.